# Rue Buffault
Ne doit pas être confondu avec Rue Buffon.
La rue Buffault est une voie du 9e arrondissement de Paris, en France.

## Situation et accès
La rue Buffault est une voie publique située dans le 9e arrondissement de Paris. Elle débute au 46, rue du Faubourg-Montmartre et se termine au 11, rue Lamartine. 

## Origine du nom
La rue porte le nom de Jean Baptiste Buffault (-1777), qui était échevin du 9e arrondissement de Paris lorsque cette voie fut créée en 1782.

## Historique
Cette voie est ouverte par lettres patentes du 4 juillet 1777 et le percement fut commencé le 30 septembre de la même année :
« Louis, etc. Nous avons ordonné ce qui suit :
- Article 1er : il sera ouvert, aux frais du sieur Lenoir, sur un terrain par lui acquis à titre de bail emphytéotique des religieuses et administratrice de l'hôpital de Sainte-Catherine, une rue de 30 pieds de largeur, laquelle sera nommée rue Buffault, etc.
- Article 2 : ladite rue étant établie aux frais dudit sieur Lenoir et sur la demande du sieur Pigeol de Carcy, le pavé d'icelle sera fait pour la première fois à leurs dépens, etc.

Donné à Versailles, le 4 juillet 1777. Signé Louis. »
Par ordonnance 1833, la rue est alignée :
« Article 1 — Sont arrêtés ainsi qu'ils sont tracés sur les plans ci-annexés, conformément aux procès-verbaux des points de repère transcrits sur les dits plans, les alignements des voies publiques de Paris ci-après désignées, savoir : rues Beauregard, Bellefond, Bergère, Bleue, Bochard-de-Saron, de la Boule-Rouge, Buffault, Coquenard, Cretet, Montholon, Papillon, Pétrelle prolongée, Ribouté, Richer, Turgot, avenue Trudaine.
Article 2 — Il sera procédé conformément aux lois et règlements en vigueur, on tout ce qui pourra concerner soit les réparations d’entretien, soit la démolition, pour cause de vétusté, des bâtiments qui excèdent les alignements ainsi arrêtés, soit les terrains à occuper par la voie publique ou par les particuliers, soit enfin les indemnités qui seront dues de part et d'autre pour la cession de ces terrains.
Article 3 — Notre ministre secrétaire d’État au département du commerce et des travaux publics est chargé de l'exécution de la présente ordonnance.
Donné au palais des Tuileries, le 23 août 1833.
Signé : Louis-Philippe Ier. »
En application du décret d'utilité publique de 1859, la rue Buffault est amputée pour livrer passage à la rue Lafayette. Un jugement rendu en l'audience publique de la première chambre du Tribunal civil de première instance de la Seine, à la date du 26 mars 1859, déclare expropriés les immeubles nos 1, 3, 5, 7, 12, 14, 16, 18, 20, 22 et 24.

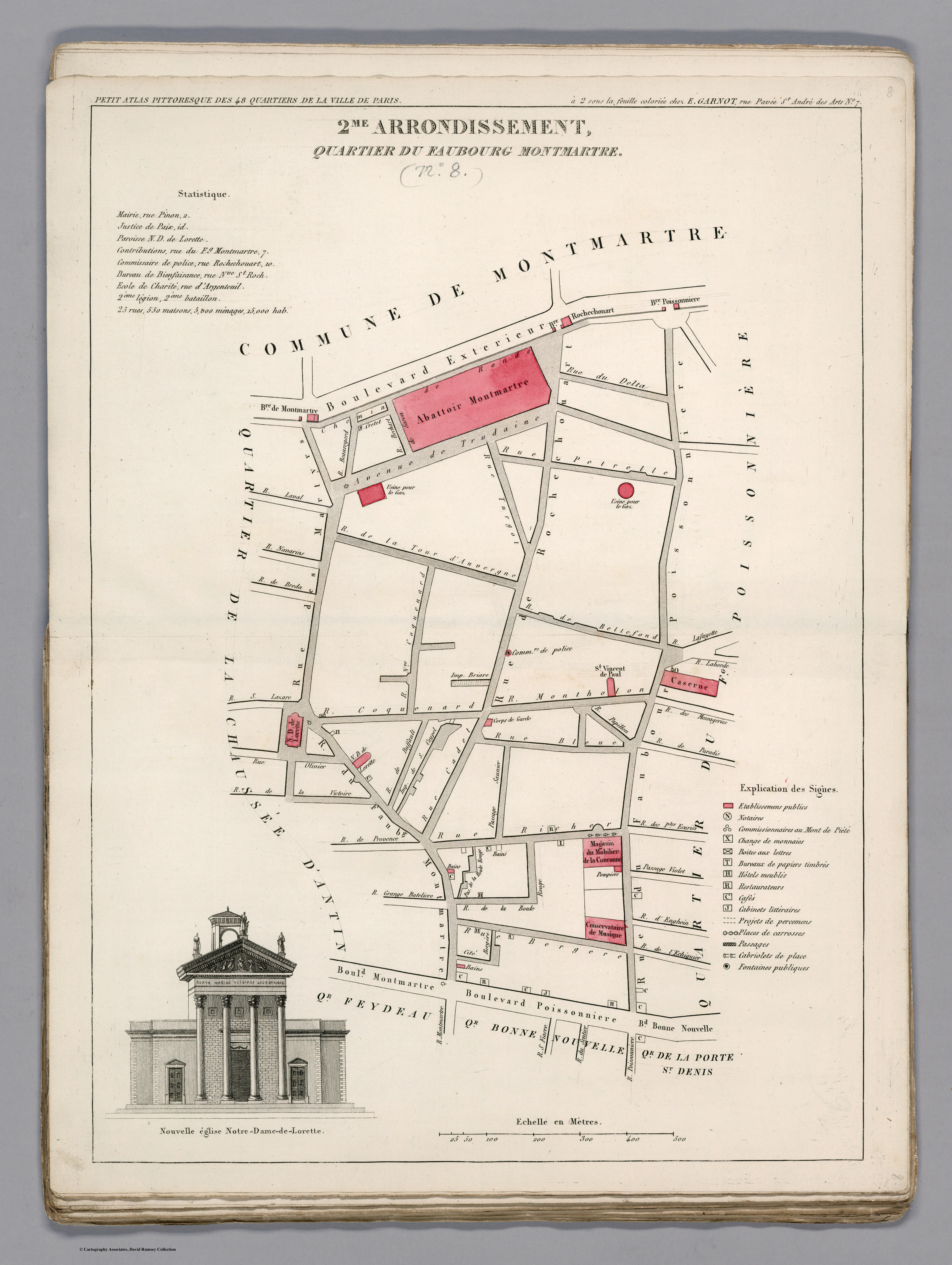
Plan du quartier du Faubourg Montmartre dans l'ancien 2e arrondissement en 1834.

## Bâtiments remarquables et lieux de mémoire
- No 29 : Louise Marquet (1834-1890)[6], maîtresse de ballet à l'Opéra-Comique, professeur au Conservatoire, y est morte le 22 décembre 1890[7].
- No 32 : anciennement école communale laïque de filles (inscription en façade). Depuis école élémentaire publique Buffault, renommée « école Madeleine-Pauliac » en 2024[8].
- No 34 : anciennement école de filles (inscription en façade). Depuis école maternelle publique Buffault.

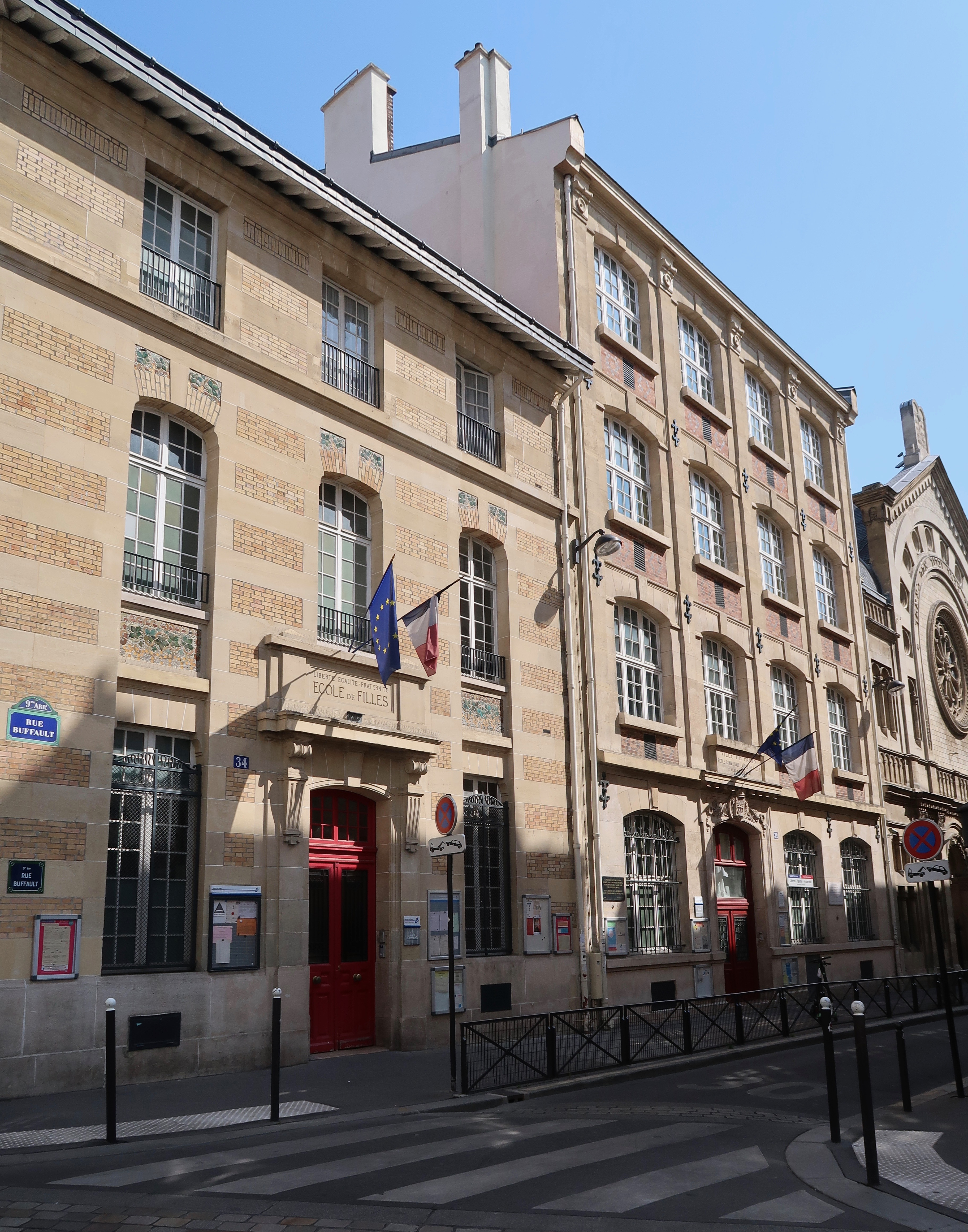
École maternelle et école élémentaire, à la place de l'ancienne école de jeunes filles.
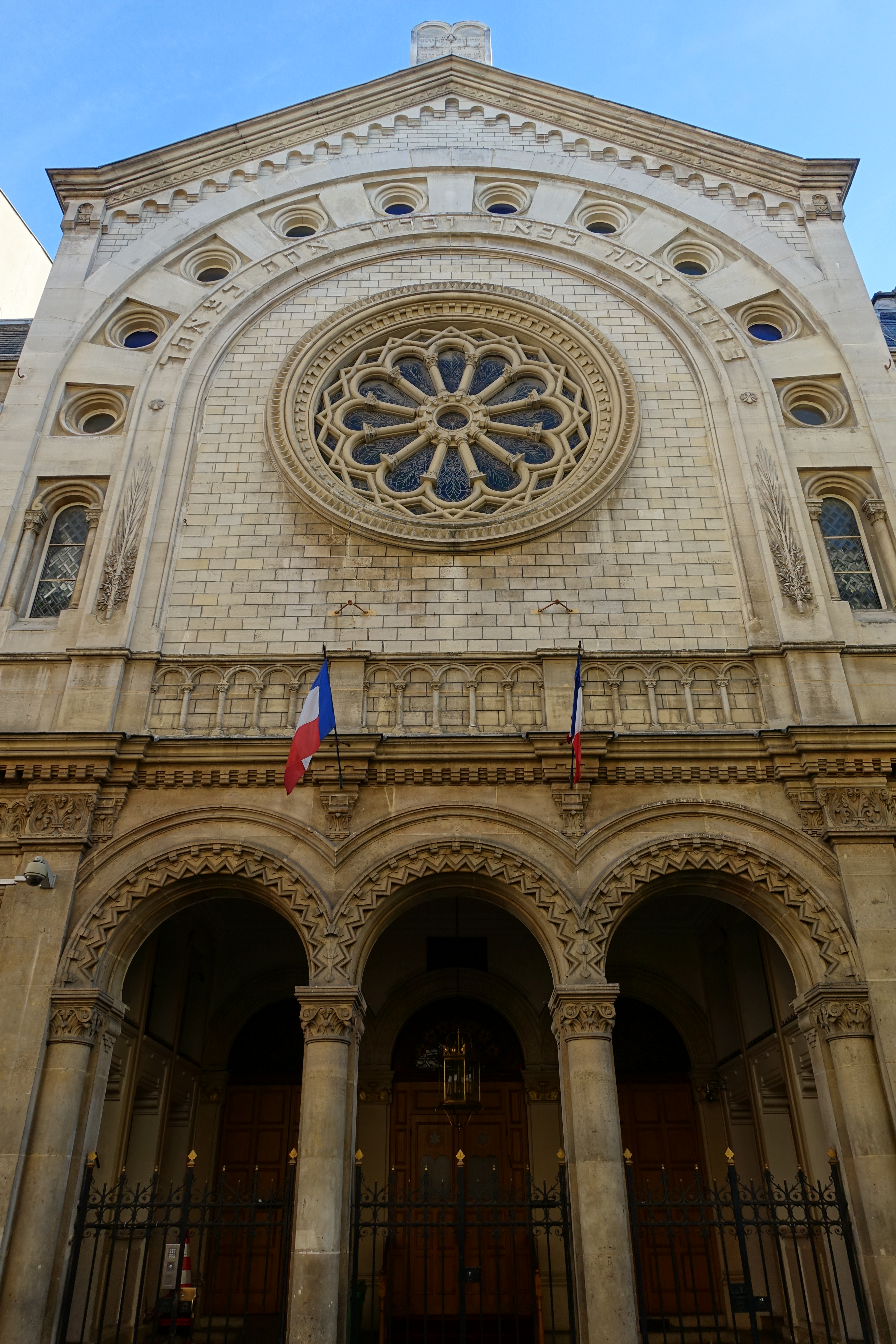
Synagogue au no 28.
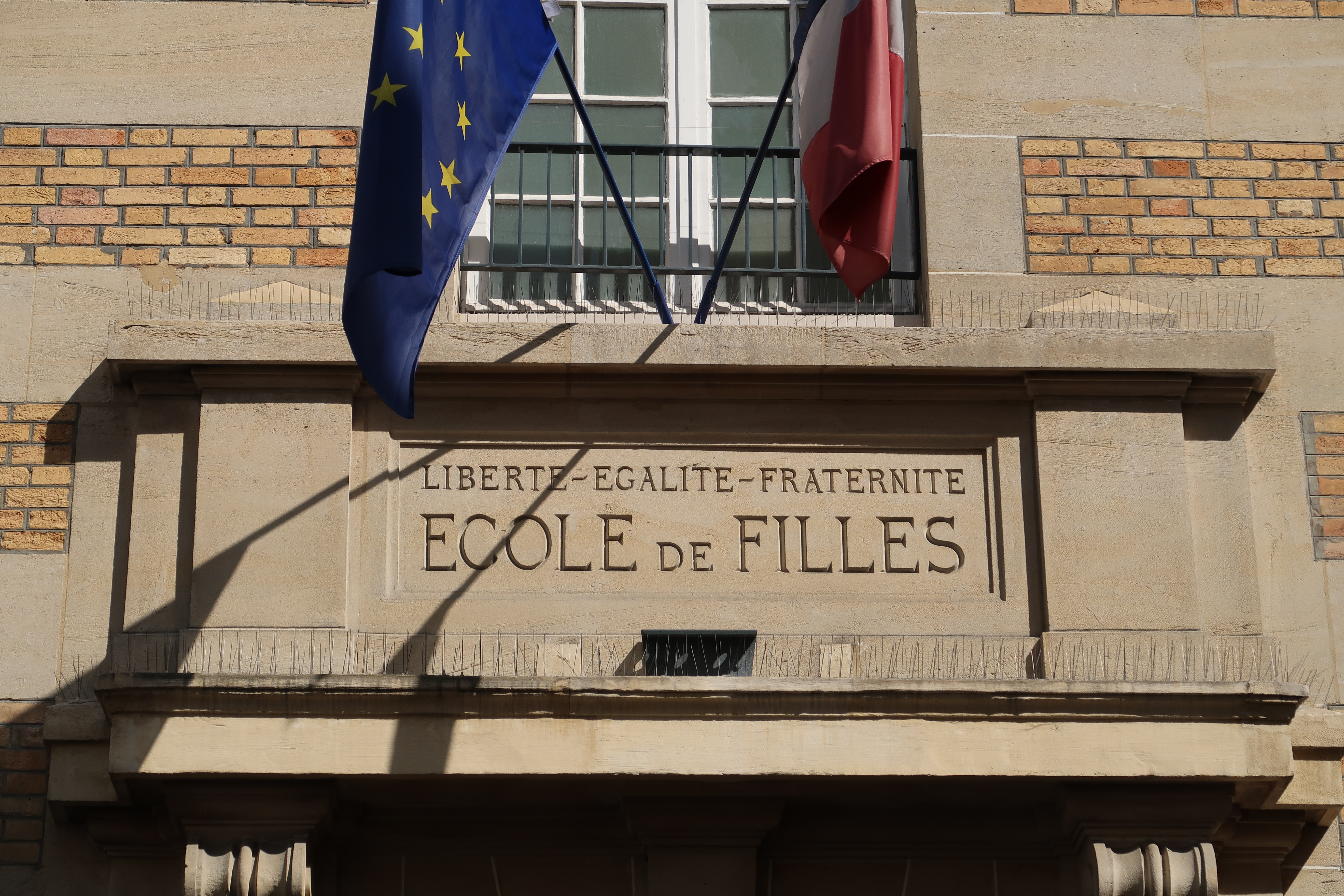
Inscription au no 34.
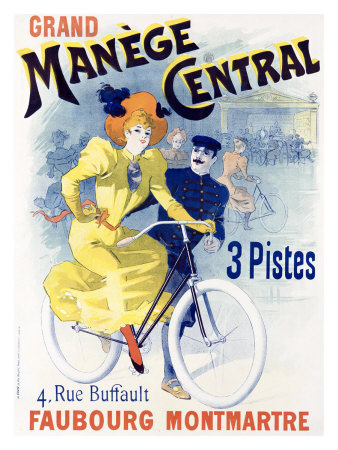
Grand Manège Central, 4 rue Buffault, faubourg Montmartre. Affiche de Lucien Baylac.